# Magdalena Herrera
Magdalena Herrera de Pezet (Penonomé, 9 de junio de 1890 - Ciudad de Panamá, 5 de enero de 1991) fue una educadora, periodista, historiadora y escritora panameña. 

## Biografía
Fue primogénita del docente Ángel María Herrera y Tomasita Pedrol Navas de Herrera, y fue prima hermana de Isabel Herrera Obaldía. En su infancia se educó con su padre y luego en 1896 ingresó al colegio de Marina Ucros. En 1903 ingresó al internado del Colegio Privado, en la Ciudad de Panamá. Tras la separación de Panamá de Colombia, obtuvo una beca ingresando a la Escuela Normal de Señoritas y en 1907, luego de obtener su diploma de maestra en la Escuela Normal de Institutoras, ingresó al Magisterio Nacional. 
En ese mismo año, fue designada directora de la escuela de Penonomé y en 1910 fue trasladada como directora de la escuela de La Chorrera.
El 23 de febrero de 1908 contrajo matrimonio con Ricardo Pezet Arosemena, oriundo de Natá de los Caballeros y hermano de José Pezet Arosemena, primer vicepresidente de Arnulfo Arias en 1940. De este matrimonio tuvieron cuatro hijos, antes de la muerte de su esposo en 1922.
Magdalena reinició su trabajo en el Magisterio Nacional entre 1916 y 1946, siendo directora de la escuela de Aguadulce, la escuela de varones de Penonomé, la escuela República de Chile y de la Escuela Anexa del Instituto Nacional. 
En 1934 ganó mediante concurso la cátedra de historia de los colegios secundarios de la capital y de la Escuela Normal de Institutoras, bajo la tutela de Esther Neira de Calvo. También lo fue en el Liceo de Señoritas (dirigida también por la prof. Neira) y en la Escuela Profesional (dirigida por Isabel Herrera Obaldía y Otilia Jiménez).
Al jubilarse de maestra en 1946, incursionó en la escritura con Semblanza biográfica de Don Ángel María Herrera y con varios libros escolares oficiales de primaria como Hacia la luz (para tercero y cuarto grado – 1949) y Camino Risueño (para quinto y sexto grado  – 1954). También escribió 175 artículos que fueron publicados en cada uno los ejemplares de la revista Tierra y Dos Mares entre 1960 y 1974, y compilados póstumamente. También publicó artículos en las revistas Lotería, Iris, Épocas y además en el periódico La Estrella de Panamá. Como locutora, participó activamente en programas de radio.
En 1957 creó la Medalla Ángel María Herrera, que se entrega anualmente a los mejores graduandos de Penonomé que reúnan requisitos de escolaridad, cultura y trabajo en la comunidad. 
Entre los principales premios, ha recibido el Diploma de Honor en 1955 por parte de la Dirección de Bellas Artes y la Dirección de la Biblioteca Nacional, por sus obras escolares. En 1961 recibió la Medalla del Honor al Mérito de las Damas Unidas Penonomeñas.